# اوپوچنو
اوپوچنو (به لاتین: Opoczno) یک شهرک در لهستان است که در شهرستان اوپوچنو واقع شده‌است.

## خصوصیات
اوپوچنو ۲۳٫۹۱ کیلومترمربع مساحت و ۲۳٬۱۶۲ نفر جمعیت دارد و ۱۹۰ متر بالاتر از سطح دریا واقع شده‌است.

## خواهرخوانده
شهر بیتچا خواهرخواندهٔ اوپوچنو هست.